# استبيانات رضا العملاء
استبيانات رضا العملاء
بصفتها أسلوب قياس قوي ومعروف، فإن تمكن المؤسسات من التعرف على مستوى معرفة العملاء بالخدمات التي تقدمها، ومن الممكن تنفيذ استبيانات رضا العملاء باستخدام إحدى ثلاث طرق، إما مقابلات مباشرة وجهاً لوجه أو مقابلات عبر الهاتف أو من خلال أداة الاستبيانات الإلكترونية.
يقوم فريق متخصص من الاستشاريين الذي يعملون في قطاعات متعددة بإنشاء استبيانات رضا العملاء بطريقة مميزة تتناسب مع احتياجات ومتطلبات العملاءلتحسين وتطوير خدمة العملاء.
تقارير استبيانات رضا العملاء
تُعرَض نتائج جميع الاستبيانات بأسلوب واضح وموجز باستخدام الرسوم البيانية والجداول والتوضيحات الخطية مما يضمن لكم فهم ومعرفة الطريقة التي يفكر بها العملاء،

## الأمثلة والأدوات
كما تمكِّنكم أداة إعداد التقارير الإلكترونية الموجودة لدى شركة ايثوس للاستشارات من تقديم تقاريركم في أسرع وقت ممكن. وفي حال إذا أردتم الإطلاع على نتائجكم في جو من السرية أو بمزيد من التفصيل، فإن جميع التقارير والنتائج متاحة على الإنترنت.

## خدمةالعملاء
هي مجموعة من الانشطة التي تهدف إلى تعزيز مستوى رضا العملاء أي الإحساس بأن المنتج قد نال رضا العميل وبتعريف أدق: هي العملية التي يتم من خلالها تلبية احتياجات وتوقعات العملاء من خلال تقديمة خدمة ذات جودة عالية ينتج عنها رضا العملاء.